# Національний парк Тюбусанґаку
Національний парк Тюбусанґаку (яп. 中部山岳国立公園, Chūbu Sangaku Kokuritsu Kōen) — національний парк у регіоні Тюбу в Японії. Він був заснований навколо гір Хіда та охоплює частини префектур Наґано, Ґіфу, Тояма та Ніїґата. Він був визначений національним парком 4 грудня 1934 року разом з національним парком Дайсецудзан, національним парком Акан, національним парком Нікко та національним парком Асо-Кудзю.

## Географія
Гори Хіда, або Північні Альпи, становлять більшу частину парку. У парку є багато точок у горах Хіда, висота яких перевищує 3 000 м (9 843 фут), включаючи Камікоті, гору Норікура, гору Хотака та гору Татеяма. У парку є численні ущелини, ущелини та різко сформовані уступи, а також верхів'я найдовшої річки Японії, річки Сінано, яка починається тут як річка Адзуса на південно-східному схилі гори Ярі.

## Відпочинок
Національний парк Тюбусанґаку став найважливішою зоною для походів у Японії. Часто туристи відвідують сусідню гірську високогірну долину Камікоті.